# Comité Militar Revolucionario de Petrogrado
El Comité Militar Revolucionario de Petrogrado (en realidad, Comité Revolucionario Militar, CRM, o Voenrevkom) o, a menudo, simplemente Comité Militar Revolucionario fue un organismo dependiente del Sóviet de Petrogrado que tuvo un papel principal en el derrocamiento del Gobierno Provisional ruso durante la Revolución de Octubre en el otoño de 1917 y ejerció en la práctica como Gobierno ruso hasta su disolución en diciembre del mismo año. No debe confundirse con el Soviet Militar Revolucionario o Revvoensoviet.
Creado por el Sóviet de Petrogrado para supervisar las órdenes del Gobierno provisional a las unidades de la guarnición de la capital, los bolcheviques lo utilizaron con habilidad para derrocar a Kérenski. Aunque era oficialmente un organismo dependiente de Sóviet capitalino, pronto adquirió una amplia autonomía práctica y extendió sus actividades de la lucha contra los adversarios de los bolcheviques y las tareas sobre seguridad a otras más administrativas.

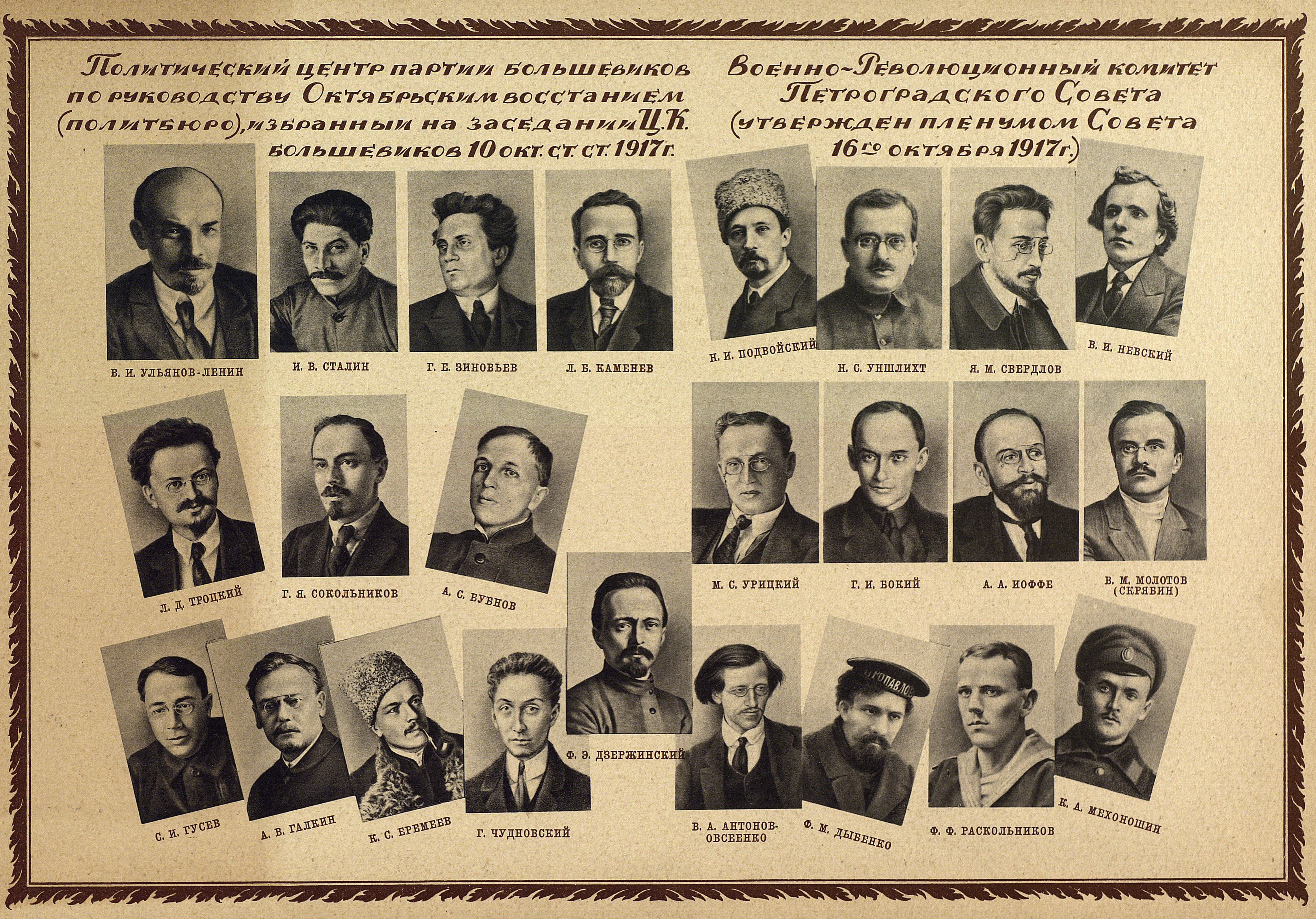
Politburó del POSDR (izda.) y Voenrevkom de Petrogrado (dcha.). Octubre 1917.

## Origen
El Comité Militar Revolucionario de Petrogrado (CMR) surgió por decisión del Sóviet de Petrogrado el 9 de octubrejul./ 22 de octubregreg. y se constituyó tres días más tarde, en una sesión privada del Comité Ejecutivo Central Panruso (VTsIK). Dos representantes mencheviques mostraron en vano su oposición. El Sóviet en pleno refrendó ampliamente la propuesta en la sesión del 16 de octubrejul./ 29 de octubregreg., presentada por el socialrevolucionario Pável Lazimir y respaldada por el bolchevique Trotski, presidente del Sóviet de Petrogrado.
Era un organismo en el que participaban los distintos partidos representados en el Sóviet que se creó para responder a las medidas gubernamentales sobre el traslado de unidades militares de la capital al frente. Se creó cuando el Gobierno ordenó a cerca de un tercio de las unidades que formaban la guarnición de la capital que se trasladasen al frente, orden similar a otra realizada anteriormente por Kornílov durante su fallido golpe de Estado. El comité ejecutivo del Sóviet de Petrogrado reaccionó a esta medida proponiendo la creación del organismo. La propuesta menchevique de limitarlo a un comité soviético de cooperación con el mando del Distrito militar de la capital, aprobada por el comité ejecutivo, fue rechazada por el pleno del Sóviet en la sesión de esa noche, que adoptó la moción bolchevique:

El Sóviet de Petrogrado autoriza al Comité Ejecutivo Central Panruso a organizar un comité revolucionario de defensa que concentrará en sus manos toda la información relativa a la defensa de Petrogrado y sus alrededores, tomará medidas para armar a los trabajadores y asegurará de esta manera la defensa de Petrogrado y la seguridad del pueblo frente al ataque que preparan abiertamente los kornilovistas civiles y militares.

Los bolcheviques encargaron al joven socialrevolucionario Lazimir el estudio de la comisión de manera que no fuese tan evidente el origen bolchevique de la propuesta. El subcomité presidido por Lazimir redactó el borrador de propuesta finalmente aprobado por el Sóviet en la sesión del 16 de octubrejul./ 29 de octubregreg..
Además de miembros del Sóviet —entre los que se incluían los del comité ejecutivo del Sóviet capitalino al completo—, contaba con delegados de unidades militares, sindicatos, comités fabriles y de las organizaciones militares de los partidos revolucionarios (de bolcheviques y socialrevolucionarios de izquierda, los únicos que participaron en el organismo). De composición cambiante, en la práctica estuvo controlado por el Partido Bolchevique, principalmente por el presidente del Sóviet de la capital, Trotski. A este se le unieron otros cinco miembros del Comité central bolchevique el 16 de octubrejul./ 29 de octubregreg. (Stalin, Sverdlov, Búbnov, Dzerzhinski y Uritski). La presidencia quedó en manos del joven socialrevolucionario de izquierda P. E. Lazimir —presidente de la sección militar del Sóviet de la capital—, pero la dirección efectiva recayó en Trotski —sin puesto oficial en el CMR, pero presidente del Sóviet de la capital—. Aunque los bolcheviques predominaban en el organismo, no eran los únicos que participaban activamente en sus actividades.
El CMR tenía una estructura sencilla: utilizaba un sistema improvisado de representantes (los comisarios) enviados a las distintas instituciones, organizaciones y unidades militares de la capital, a menudo miembros de la Organización Militar bolchevique. Estos comisarios respondían ante el propio núcleo del CMR, que no contaba con una estructura administrativa propia y dirigía las acciones de sus comisarios directamente; el contacto entre la junta directiva y los comisarios se realizaba por teléfono o mediante correos. El cometido de los comisarios era asegurarse que la institución, organización o unidad militar donde se los destinaba obedecía las decisiones del comité. Sus cometidos eran muy amplios y cambiantes: valoración de tropas y suministros, redacción de planes de defensa o mantenimiento del orden en la ciudad y de la «disciplina revolucionaria» entre soldados y obreros. También debía encargarse de organizar una conferencia de las unidades que formaban la guarnición capitalina.
Su primera sesión plenaria se celebró en el Instituto Smolny el 20 de octubrejul./ 2 de noviembregreg.. Su objetivo era reforzar las defensas de la capital, extender su influencia entre las unidades de la guarnición y tratar la posible utilización de la celebración cosaca de la liberación de Moscú de Napoleón el 22 de octubrejul./ 4 de noviembregreg. como pretexto para desencadenar un choque con las fuerzas de izquierda —las marchas cosacas finalmente se anularon—. El mismo 22 de octubrejul./ 4 de noviembregreg., tras el rechazo del mando militar del distrito capitalino de la exigencia de que el CMR controlase las órdenes a la guarnición, este proclamó la ruptura de relaciones con aquel y la toma de control de las unidades de la capital. Los intentos del mando del distrito militar de desbaratar el control del CMR de las unidades de la guarnición fracasaron. La sustitución de los comisarios del VTsIK por los del CMR se completó entre el 21 de octubrejul./ 3 de noviembregreg. y el 23 de octubrejul./ 5 de noviembregreg.; este día el CMR anunció que sus comisarios contaban con poder de veto sobre las órdenes dadas a las unidades a las que habían sido asignados. También ese día, aunque con cierto esfuerzo, el CMR logró el respaldo de las unidades acuarteladas en la Fortaleza de San Pedro y San Pablo. El CMR controlaba prácticamente todos los arsenales de la ciudad y comenzó a armar a los obreros. Dudando del apoyo de los obreros y soldados a una ofensiva abierta contra el Gobierno, el CMR continuó con sus cautas medidas de apariencia defensiva, que el Sóviet respaldó. Aunque el CMR aceptó la exigencia de los socialistas moderados y de los socialrevolucionarios de izquierda de abandonar su exigencia de supervisar las órdenes a la guarnición la noche del 23 de octubrejul./ 5 de noviembregreg., para entonces Kérenski estaba decidido a arrestar a sus miembros, cerrar ciertos diarios bolcheviques y devolver a prisión a algunos de sus dirigentes. Sus acciones desencadenaron la fase final de la Revolución de Octubre.

## Revolución de Octubre

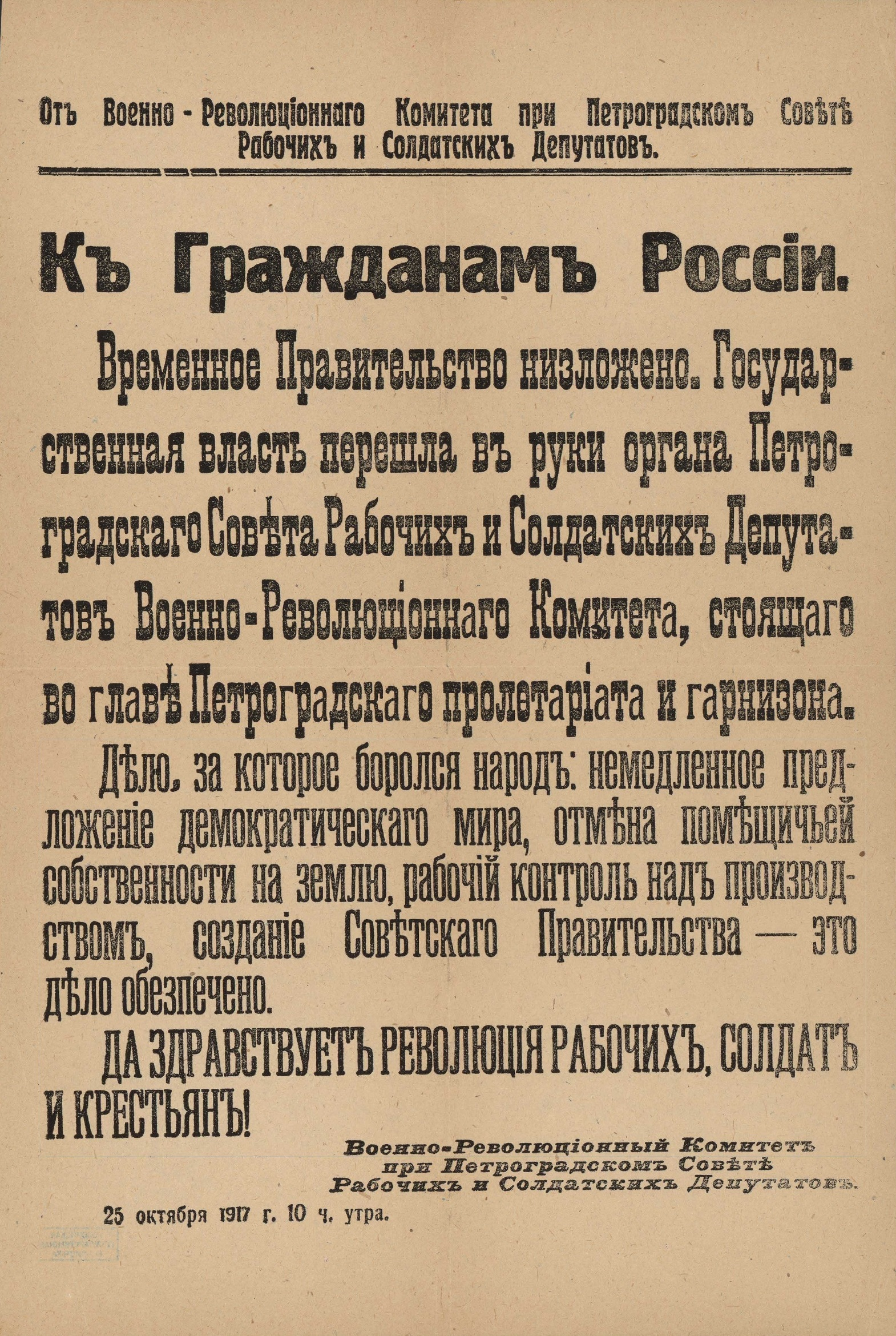
Proclamación del derrocamiento del Gobierno provisional por el Comité Revolucionario Militar (Voenrevkom) del Sóviet de Petrogrado.

El CMR dirigió las operaciones de derrocamiento del Gobierno provisional desde una sala del tercer piso del Instituto Smolny, sede del Sóviet de Petrogrado y donde se iba a celebrar el 25 de octubrejul./ 7 de noviembregreg. el II Congreso de los Sóviets. Durante las semanas anteriores al comienzo de este, el CMR había logrado hacerse con el control de la mayoría de las unidades militares de la capital y de las de trabajadores armados mediante el envío de cientos de comisarios. Entre el 21 de octubrejul./ 3 de noviembregreg. y el 24 de octubrejul./ 6 de noviembregreg., los comisarios del CMR fueron sustituyendo a los del Comité Ejecutivo Central Panruso (VTsIK), aún dominado por mencheviques y socialrevolucionarios. La mayoría de las tropas de la capital pasaron así a obedecer no ya al Gobierno, sino al CMR. El Gobierno provisional quedó desarmado pacíficamente por las medidas del CMR. Si bien hasta la noche de la víspera de la apertura del congreso el CMR se limitó a aplicar acciones que podían justificarse como necesarias para la defensa del inminente congreso de los soviets, la llegada de Lenin al Instituto Smolny cambió el proceso y se impuso el deseo de este de derrocar al Gobierno provisional antes de la apertura del congreso. El CMR comenzó a tomar los puntos estratégicos de la ciudad y, tras cercar el Palacio de Invierno, logró detener al grueso del Consejo de Ministros la noche del 25 de octubrejul./ 7 de noviembregreg..
La dirección efectiva de las operaciones contra el Gobierno la llevó a cabo Nikolái Podvoiski secundado por Vladímir Antónov-Ovséyenko, supervisados por Trotski.

## Gobierno efectivo
En la situación de emergencia creada por el derrocamiento del Gobierno provisional y el surgimiento de uno basado en los sóviets (consejos) y surgido del Segundo Congreso Panruso de los Soviets, la Administración heredada de aquel no resultó efectiva, en parte por el rechazo de muchos de los funcionarios a aceptar la legitimidad del nuevo Gobierno, denominado Sovnarkom. El CMR devino entonces en el organismo en el que se apoyó el Sovnarkom para afrontar la situación y establecer su control en la capital; en la práctica, fue el primer Gobierno efectivo tras la revolución. Para los dirigentes bolcheviques, se convirtió en el instrumento esencial para afirmar su nuevo poder, al comienzo mediante la supresión de los focos de resistencia a la Revolución de Octubre, la toma y salvaguarda de instituciones e instalaciones claves para el Gobierno, el control de los pogromos y saqueos, el aplastamiento de la rebelión de los cadetes de la capital o la derrota del intento de Kérenski de retomar el poder. Para oponerse a este, el CMR trasladó el centro de operaciones a la sede del distrito militar de la capital cerca del Palacio de Invierno y allí se dirigió Lenin la madrugada del 27 de octubrejul./ 9 de noviembregreg. desde el congreso de los soviets para alentar las actividades contra Kérenski.
El 28 de octubrejul./ 10 de noviembregreg., la administración municipal y nacional en la capital se encontraba prácticamente paralizada por las huelgas, respaldadas por el Comité Panruso para la Salvación de la Patria y la Revolución, el Ayuntamiento y las juntas de distrito, al tiempo que el general Krasnov avanzaba hacia la capital. Gracias a la casualidad que permitió conocer los planes del Comité para llevar a cabo una insurrección que debía facilitar el avance de Krasnov, el CMR pudo aplastar brutalmente esta el 29 de octubrejul./ 11 de noviembregreg., en unos enfrentamientos que causaron más víctimas que la propia Revolución de Octubre. Ese mismo día por la mañana, el CMR, escaso de fuerzas ya que las más organizadas habían partido a enfrentarse a los cosacos de Krasnov, impuso la ley marcial en la ciudad. Otorgó el mando de sus fuerzas al teniente coronel Mijaíl Muraviov que, en su primera orden, permitió a los obreros de la capital linchar a aquellos sospechosos de ser contrarrevolucionarios. Durante las negociaciones Vikzhel, en el momento en que Krasnov parecía a punto de desbaratar las defensas del CMR y tomar la capital, los representantes de los socialistas moderados exigieron la disolución del organismo —así como del Sovnarkom y la abrogación de las medidas aprobadas por el Segundo Congreso de los Soviets—. Los desmanes del CMR —en ocasiones reales y en otras inventados por la prensa opositora—, endurecían también la oposición de los socialistas moderados a los bolcheviques.
Tras la insurrección, el CMR comenzó de inmediato a distribuir representantes en las instituciones gubernamentales, que tres días después de la revolución ya eran ciento ochenta y cinco y se encontraban incluso en los ministerios, a menudo con el objetivo de acabar con la resistencia de los funcionarios a las nuevas autoridades. De forma temporal, el comité sirvió incluso de administración improvisada del Sovnarkom. Tanto este como el CMR funcionaron en la práctica de manera arbitraria, sin someterse a las instituciones de las que teóricamente dependían —el Sovnarkom del VTsIK y el CMR del Sovnarkom—.
El CMR, sin embargo, no solo llevó a cabo tareas militares, sino que tuvo que asumir también otras civiles que pocos días después de la revolución comenzaron a predominar en su actividad. En parte para contrarrestar las huelgas de los funcionarios de los organismos oficiales, tomó a su cargo los servicios municipales de la capital. La principal tarea administrativa era garantizar el abastecimiento de la ciudad; al día siguiente del derrocamiento del Gobierno provisional la capital no contaba con bastimentos para cubrir las exiguas raciones que recibía la población, situación que empeoró con el bloqueo ferroviario del Vikzhel para forzar a los partidos socialistas a formar un Gobierno de coalición. El CMR aplicó medidas draconianas de requisiciones de alimentos, envió cuadrillas a las provincias para garantizar su envío y puso en marcha duras medidas contra la especulación de abastos (véase Prodrazvyorstka). Comenzó a tomar el control y distribución de bienes escasos, no solo de los alimentos, sino también del combustible o de la ropa de invierno. Sus actividades sobre el abastecimiento de la ciudad pronto se extendieron al control del comercio exterior y la concesiones de visados de salida del país. El CMR acabó gestionando instituciones de salud pública, prisiones, viviendas o transportes.
Además, una de las primeras tareas del CMR fue la aplicación del decreto sobre la prensa, que condujo al cierre de los diarios más críticos con los bolcheviques, la entrega de sus instalaciones a organizaciones cercanas al partido, al control de la distribución de papel o a la supresión de publicaciones clandestinas.
En la capital, Petrogrado, el CMR asumió además una gran variedad de responsabilidades como la distribución de viviendas, la aprobación de permisos para residir en la ciudad, viajar en tren o realizar representaciones teatrales. El 9 de noviembrejul./ 22 de noviembregreg., se preparó por decisión propia para disolver la Duma (Ayuntamiento) de la capital por su oposición al nuevo Gobierno soviético, medida que finalmente ordenó el Sovnarkom siete días más tarde. El decreto recibió duras críticas de los liberales, los socialistas liberales e incluso de los socialrevolucionarios de izquierda y el Ayuntamiento lo ignoró hasta que marinos y guardias rojos lo expulsaron del edificio el 20 de noviembrejul./ 3 de diciembregreg.. Aun así, los miembros de la institución siguieron en sesión en otro lugar y continuaron reuniéndose intermitentemente hasta finales de enero de 1918. La misma noche en que fueron expulsados del edificio de la Duma, el CMR ordenó el registro de los domicilios de sus principales dirigentes y el breve arresto de algunos de ellos —salvo del alcalde socialrevolucionario Grigori Schreider y de uno de sus estrechos colaboradores, que permanecieron más tiempo detenidos—.
Para garantizar el orden y desbaratar posibles intentos de contrarrevolución, el CMR pronto formó dos organismos con tareas de policía política: la Sección Especial de Espionaje y la Comisión Militar de Investigación. La primera, que pronto dio paso a la segunda, estaba formada por unidades selectas de guardias rojos que realizaron numerosas detenciones de sospechosos de simpatizar con la contrarrevolución. La acumulación de amplios poderes para enfrentarse a la contrarrevolución, el sabotaje y la especulación se aceleró con la dimisión del Comisariado del Interior de Alekséi Rýkov el 4 de noviembrejul./ 17 de noviembregreg., puesto que quedó vacante durante trece días. Para quebrar la oposición de los ministerios, instituciones financieras y agencias municipales, el CMR aprobó decretos sin respaldo del Sovnarkom o del VTsIK, que aplicó a menudo por la fuerza. Para numerosos bolcheviques y socialrevolucionarios, estos decretos y los del Sovnarkom eran medidas de emergencia que debían desaparecer una vez asegurada la revolución, cosa que no sucedió.
Como protesta ante la derrota en el VTsIK de una moción respaldada por los socialrevolucionarios de izquierda y los bolcheviques moderados para restaurar la libertad de prensa y acabar con las medidas represivas, los primeros anunciaron su retirada del CMR, a la que siguió la dimisión de los comisarios bolcheviques moderados del Sovnarkom.

## Extensión del modelo
El organismo capitalino sirvió de modelo para los Comités Militares Revolucionarios que se crearon en las provincias —aunque algunos surgieron antes que en la capital— y que facilitaron la toma del control administrativo por los bolcheviques. En ocasiones, el CMR de Petrogrado sirvió para coordinar las acciones de los comités de otras localidades.

## Composición  y funcionamiento
De composición muy variable, el comité contaba con una amplia mayoría de bolcheviques, complementados con socialrevolucionarios de izquierda y anarquistas. El propio comité, así como el comité central bolchevique o el VTsIK, fueron añadiendo miembros al CMR, mientras que otros lo abandonaban para dedicarse a otras actividades. Los miembros más activos eran también los bolcheviques.
El CMR celebraba una o dos reuniones diarias, a las que asistían los miembros que en ese momento no se hallaban ocupados en alguna actividad de alguno de los cambiantes departamentos que habían surgido (originalmente, siete: defensa, suministros, comunicaciones, información, milicias obreras, informes y oficina del comandante). Aunque existía un cuerpo permanente para decisiones urgentes que no podían esperar a las reuniones plenarias que tenían lugar irregularmente, no desempeñó un papel importante en las actividades del CMR. Antes de la Revolución de Octubre, apenas se celebraron un par de sesiones plenarias y la mayoría de la actividad se concentraba en la oficina permanente (buró), de cinco miembros, entre los que se contaban Pável Lazimir, Podvoiski o Antónov-Ovséyenko. La presidencia era un cargo no establecido y que en la práctica ejercían varias docenas de miembros del comité. La influencia principal sobre el organismo también varió con el tiempo: si Podvoiski desempeñó un destacado papel durante la insurrección y Trotski tuvo una influencia decisiva en él hasta la derrota de Kérenski, ambos desaparecieron prácticamente del CMR en las últimas semanas de su existencia.
La secretaría del CMR era muy reducida. Encabezada por el veterano organizador bolchevique Serguéi Gúsev desde el 27 de octubrejul./ 9 de noviembregreg., apenas contaba con dos o tres secretarios y unas cuantas mecanógrafas.
El funcionamiento del CMR, que tuvo que afrontar constantes crisis, era caótico y primitivo, lo que llevó a Gúsev, desesperado por el fracaso de los continuos e infructuosos intentos de poner orden en el organismo, a presentar su dimisión, que más tarde retiró. Para tratar de mejorar actividad, el Sovnarkom redujo sus tareas.

## Ocaso y disolución
Atareado y encargado de gran número de faenas, el flexible CMR tuvo que hacer frente a la parálisis de la Administración que siguió a la revolución, a menudo con cierto desorden e improvisación. Cuando el Sovnarkom logró hacerse con el control de la Administración y los ministerios comenzaron nuevamente a funcionar, se produjo una competencia creciente entre las actividades de estos y del CMR. Este conflicto entre el nuevo organismo y los ministerios tradicionales condujo el 15 de noviembrejul./ 28 de noviembregreg. a que el Sovnarkom sopesase la posibilidad de disolver el CMR o de restringir sus actividades. Además, durante las negociaciones sobre su posible entrada en el Gobierno, los socialrevolucionarios de izquierda —que habían criticado severamente la represión de los adversarios políticos y el recorte de derechos civiles— exigieron y lograron la paridad en el CMR, lo que podía poner el riesgo estas actividades. Para impedir posibles interferencias de los socialrevolucionarios, la dirección bolchevique del CMR trató tres días más tarde la creación de una nueva agencia para combatir la contrarrevolución de la que quedarían excluidos aquellos. Los socialrevolucionarios, sin embargo, lograron que se les permitiese participar al día siguiente. Diez días más tarde de la sesión en el Sovnarkom, el Gobierno aprobó una moción de Lenin que devolvía algunas de sus responsabilidades a los ministerios: el abastecimiento de las ciudades y del Ejército pasó a la Comisaría de Suministros, el control de pasaportes, a la de Exteriores, el control de los comisarios militares, a la de Guerra, etc. Descartadas la mociones que proponían la disolución inmediata del CMR o su subordinación al VTsIK, el organismo quedaba dedicado en exclusiva a la lucha contra la contrarrevolución.
Ese mismo día (28 de noviembrejul./ 11 de diciembregreg.), quedó patente, sin embargo, la tensión entre el CMR —más radical— y el Sovnarkom: este anuló la manifestación que aquel había convocado para oponerse a la de los partidarios de la Asamblea Constituyente, que debía desfilar ese día. El CMR mantuvo su llamamiento a participar en la marcha en Rabochi i soldat y recibió por ello la censura oficial del Sovnarkom. El mismo día —o quizá al día siguiente— el CMR decidió disolverse, posiblemente porque la dirección bolchevique radical veía con frustración la actitud del Sovnarkom. Esa misma mañana y antes de que se celebrase la manifestación a favor de la Asamblea Constituyente respaldada por los kadetes, el CMR envió fuerzas para arrestar a sus principales dirigentes. Esa noche el Sovnarkom aprobó una moción en la que se los tachaba de «enemigos del pueblo» y contrarrevolucionarios y otra de Lenin en la que se ordenaba su arresto y juicio por un tribunal popular.
Finalmente, el 5 de diciembrejul./ 18 de diciembregreg., se decretó la abolición del comité —se aceptaba así la decisión del organismo tomada días antes— y la creación de una comisión para ello y para asumir interinamente sus funciones en la lucha contra las actividades contrarrevolucionarias —objetivo para el que anteriormente se había estudiado y finalmente desechado su conservación—. Esta última función pasó a una nueva comisión, propuesta por un veterano del CMR, Dzerzhinski, ya el 21 de noviembrejul./ 4 de diciembregreg. y cuya creación se aceleró por la amenaza de huelga de funcionarios. Al día siguiente de la disolución del CMR, el Sovnarkom encargó a Dzerzhinski la creación de una comisión especial para enfrentarse a la huelga y a las actividades de sabotaje; Dzerzhinski retomó su propuesta al CMR para crear la Comisión Extraordinaria Nacional para la Lucha contra la Contrarrevolución, la Especulación y el Sabotaje, la Checa, que se aprobó el 7 de diciembrejul./ 20 de diciembregreg.. La causa fundamental de la creación de esta y de la disolución del CMR fue el deseo de los dirigentes bolcheviques de impedir la intromisión de los socialrevolucionarios de izquierda en las actividades contra la oposición. El mismo día que se creaba la Checa, el Sovnarkom había aceptado finalmente las condiciones de los socialrevolucionarios de izquierda para ingresar en el Gobierno y una de las carteras que quedarían en manos de estos sería la de Justicia, que podía estorbar las actividades de lucha contra la contrarrevolución. Para Lenin era esencial que, antes del ingreso de los nuevos socios de gobierno, se crease la agencia formada exclusivamente por bolcheviques de confianza y sometido directamente al nuevo Sovnarkom —en el que los bolcheviques conservaban la amplia mayoría de dos tercios—.